# Amityville: Es cuestión de tiempo
Amityville 1992: It's About Time, conocida en México como Amityville 1992: es cuestión de tiempo y en España como Amityville: es cuestión de tiempo ) es una película de terror de 1992 dirigida por Tony Randel. Protagonizada por Stephen Macht y Shawn Weatherly. La película es la sexta de la saga Amityville.

## Argumento
Jacob Sterling, residente de Nueva York, compra un reloj considerando que es una extraña antigüedad única. Con ello, regresa a Nueva York desencadenando una serie de sucesos paranormales que ponen en riesgo a él y a su familia. Luego de analizar las posibles causas por las que estos hechos ocurren descubre que el reloj perteneció a la infame casa de Amityville. Ahora se verá obligado a combatir a los demonios que se almacenan en la energía del reloj antes de que sea tarde.

## Reparto
- Stephen Macht - Jacob Sterling
- Shawn Weatherly - Andrea Livingston
- Megan Ward - Lisa Sterling
- Damon Martin - Rusty Sterling
- Jonathan Penner - Dr. Leonard Stafford
- Nita Talbot - Iris Wheeler
- Dean Cochran - Andy
- Terrie Snell - Mrs. Tetmann
- Kevin Bourland - Oficial #1
- Margarita Franco - Oficial #2
- William Jackson - Oficial #3
- Willie C. Carpenter - Doctor
- Dick Miller - Mr. Anderson
- Alan Berman - Van Driver
- Dylan Milo - Baby Rusty
- Richard Cromwell - The Teddy Bear
- Dawn Parker Sands - Justin's girlfriend
- Robert M. Owens - Spot